# Серш
Серш (фр. Serches) — коммуна во Франции, находится в регионе Пикардия. Департамент коммуны — Эна. Входит в состав кантона Суасон-2. Округ коммуны — Суасон.
Код INSEE коммуны — 02711.

## Население
Население коммуны на 2010 год составляло 313 человек.
| 1962 | 1968 | 1975 | 1982 | 1990 | 1999 | 2010 |
| ---- | ---- | ---- | ---- | ---- | ---- | ---- |
| 299  | 310  | 282  | 254  | 304  | 294  | 313  |

## Экономика
В 2010 году среди 210 человек трудоспособного возраста (15—64 лет) 175 были экономически активными, 35 — неактивными (показатель активности — 83,3 %, в 1999 году было 71,1 %). Из 175 активных жителей работали 147 человек (74 мужчины и 73 женщины), безработных было 28 (17 мужчин и 11 женщин). Среди 35 неактивных 16 человек были учениками или студентами, 11 — пенсионерами, 8 были неактивными по другим причинам.